# Sapone della verginità
Il sapone della verginità (detto anche, in inglese, virgin soap, o virginity soap) è un sapone, detergente intimo, che avrebbe la funzione di riportare la vagina ad una simile a quella della verginità, diffuso nei paesi mediorientali o a tradizione islamica (come ad esempio il Marocco).  Il sapone viene anche venduto in alcuni negozi europei.

## Critiche
La sua efficacia non è comprovata, e chi lo vende sostiene che dovrebbe funzionare rafforzando il tono muscolare della vagina, o addirittura ricostituendo l'integrità dell'imene.
Il prezzo è relativamente basso e in alcune metropoli africane come Il Cairo e Nairobi è parecchio diffuso. Spesso si tratta di un prodotto importato da Dubai o dalla Cina. Oltre che alla sua efficacia esperti locali di ginecologia ne mettono in dubbio la sicurezza, in quanto il suo uso danneggerebbe la mucosa vaginale, renderebbe i rapporti sessuali dolorosi e esporrebbe anche le utilizzatrici al rischio di cancro.. La francese  Laura-Maï Gaveriaux, una ricercatrice di filosofia presso l'Università della Sorbona e reporter freelance, ha inoltre sostenuto che l'uso di tale sapone è un segno della dominazione maschile in materia di sessualità. 

## Nella letteratura e nei media
La comica torinese Luciana Littizzetto ha dedicato al Viginity soap un capitolo del suo libro I dolori del giovane Walter, edito da Mondadori nel 2011. Un campione del sapone è esposto nel Vagina Museum aperto a Londra nel novembre 2019.